# Dick Van Patten
Dick Van Patten, właściwie Richard Vincent Van Patten (ur. 9 grudnia 1928 w Nowym Jorku, zm. 23 czerwca 2015 w Santa Monica) – amerykański aktor pochodzenia włosko-holenderskiego.

## Kariera
Patten zaczął karierę jako aktor dziecięcy w The Eternal Road w 1937. Karierę telewizyjną rozpoczął natomiast w 1949 w serialu Mama odgrywając wówczas rolę Nelsa Hansena. Najbardziej znany z roli Toma Bradforda w serialu telewizyjnym Osiem wystarczy. Zagrał w wielu filmach i serialach. Wystąpił również w wielu reality-show jako gość.

## Choroba
Przez wiele lat chorował na cukrzycę typu 2, z powodu której w styczniu 2006 doznał udaru mózgu.

## Wybrana filmografia
- Dzieciaki rządzą (2009)
- Quiet Kill (2004)
- Pociąg skazańców (1998)
- Love Is All There Is (1996)
- Robin Hood: Faceci w rajtuzach (1993)
- Going to the Chapel (1988)
- 14 Going on 30 (1988)
- Kosmiczne jaja (1987)
- Akademia Wojskowa (1986)
- Napisała: Morderstwo (1984-1996)
- Statek miłości (1977-1986)
- Osiem wystarczy (1977-1981)
- Lęk wysokości (1977)
- Zwariowany piątek (1976)
- Najsilniejszy mężczyzna na świecie (1975)
- Superdad (1973)
- Świat Dzikiego Zachodu (1973)
- Zielona pożywka (1973)
- Joe Kidd (1972)
- Charly (1968)